# Леа Пайпс
Леа Пайпс (нар. 12 серпня 1988; Лос-Анджелес, Каліфорнія, США) — американська акторка. Відома за ролі Кеті Кларк у т/с «Дике життя» (2007—2007), Джессіки Пірсон у фільмі-слешері «Крик у гуртожитку» (2009) та Камілли О'Коннелл у містичному т/с «Первородні» (2013—2018)

## Біографія
Леа народилася в Лос-Анджелесі, штат Каліфорнія. Крім неї у батьків  ще 4 дитини. Вона успішно поєднує всі свої захоплення, незважаючи на дуже жорсткий графік як у роботі, так і в навчанні. Леа любить грати у футбол, і бере участь в декількох шкільних клубах. Леа захоплюється наукою, і зокрема математикою, любить читати книги, і іноді любить що-небудь пекти.
Леа почала кар'єру актриси в січні 2001 року в популярному телесеріалі «Ангел». Після участі в декількох роликах для Nabisco і Діснейленду, Леа була одним з головних гостей в ситкомі The Brothers Garcia. До квітня 2002 вона стала зіркою романтичного комедійного серіалу Lost at Home, в якому трудоголік батько намагався відновити стосунки з дружиною і дітьми.

## Особисте життя
У січні 2014 року Пайпс оголосила про свої заручини з актором та музикантом А. Дж. Траутом після майже трьох років знайомства. Вони одружилися 6 грудня 2014 року в Санта-Барбарі, штат Каліфорнія. Пайпс подала на розлучення в травні 2019 року, посилаючись на «непримиренні розбіжності».

## Фільмографія
| Рік                          | Українська назва              | Оригінальна назва                       | Роль               | Примітки                                                      |
| ---------------------------- | ----------------------------- | --------------------------------------- | ------------------ | ------------------------------------------------------------- |
| 2001                         | Ангел                         | Angel                                   | Стефані            | 2 епізоди                                                     |
| 2003                         |                               | Lost at Home                            | Сара Девис         | Головний склад                                                |
| 2004 Досконалість в пікселях | Pixel Perfect                 | Саманта                                 | Телевізійний фільм |                                                               |
| 2004                         | Дрейк і Джош                  | Drake & Josh                            | Менді              | 1 епізод                                                      |
| 2004—2005                    | Клубна роздягальня            | Clubhouse                               | Джессі             | 4 епізод                                                      |
| 2005                         |                               | Fertile Ground                          | Тесс               | Телевізійний фільм                                            |
| 2005                         | Рідкісна жінка                | Odd Girl Out                            | Стейсі             | Телевізійний фільм                                            |
| 2005                         | Малкольм у центрі уваги       | Malcolm in the Middle                   | Стефані Райт       | 1 епізод                                                      |
| 2006                         | Кістки                        | Bones                                   | Келлі Морріс       | 1 епізод                                                      |
| 2006                         | Відбиток пальців              | Fingerprints                            | Мелані             |                                                               |
| 2006                         | Акула                         | Shark                                   | Джордан Меткалф    | 1 епізод                                                      |
| 2007                         | Розслідування Джордан         | Crossing Jordan                         | Мели'ісса Риптон   | 1 епізод                                                      |
| 2007                         | Кращий удар                   | Her Best Move                           | Сара               |                                                               |
| 2007—2008                    | Дике життя                    | Life Is Wild                            | Кеті Кларк         | Головна роль 12 епізодів                                      |
| 2008                         | Та, що говорить з привидами   | Ghost Whisperer                         | Кайлі              | 1 епізод                                                      |
| 2008                         | Термінатор: Битва за майбутнє | Terminator: The Sarah Connor Chronicles | Джоді              | 2 епізоди                                                     |
| 2009                         | Крик у гуртожитку             | Sorority Row                            | Джессіка Пірсон    |                                                               |
| 2010                         | В вирі законів                | The Deep End                            | Бет Бранфорд       | 6 епізодів                                                    |
| 2010                         | Закон і порядок: Лос-Анджелес | Law & Order: LA                         | Міранда Кларк      | 1 епізод                                                      |
| 2010                         | Фішки, Гроші, Адвокати        | The Defenders                           | Алексіс            | 1 епізод                                                      |
| 2011                         | Концепція                     | Conception                              | Карла              |                                                               |
| 2012                         | Музичні стільці               | Musical Chairs                          | Міа                |                                                               |
| 2012                         | Я піду за тобой у темряву     | I Will Follow You Into the Dark         | Астрід Деніелс     |                                                               |
| 2013                         |                               | Jodi Arias: Dirty Little Secret         | Кеті               |                                                               |
| 2013                         | Хор                           | Glee                                    | Електра            | Епізод                                                        |
| 2013                         | Щоденники вампіра             | The Vampire Diaries                     | Камілла О’Коннелл  | 1 епізод                                                      |
| 2013—2018                    | Первородні                    | The Originals                           | Камілла О'Коннелл  | Головна роль(сезони 1-3) Гостьова роль (сезон 4-5) 64 епізоди |
| 2014                         | Рука диявола                  | The Devil’s Hand                        | Сара               |                                                               |
| 2016                         |                               | Change of Heart                         | Діана Маккартні    | Телевізійний фільм                                            |
| 2018                         |                               | Mommy Group Murder                      | Наталі             | Телевізійний фільм                                            |
| 2019                         | Чародійки                     | Charmed                                 | Фіона Каллахан     | Періодична роль                                               |
| 2019                         |                               | Heatstroke                              |                    |                                                               |